# Tarikolot (Majalengka)
Tarikolot is een bestuurslaag in het regentschap Majalengka van de provincie West-Java, Indonesië. Tarikolot telt 2261 inwoners (volkstelling 2010).